# Uniwersytet (stacja metra w Kijowie)
Uniwersytet (ukr. Унiвеситет) – jedna ze stacji kijowskiego metra na linii Swjatoszynśko-Browarśkiej. Została otwarta 6 listopada 1960 roku między stacjami Wokzalna i Dnipro jako pierwszy etap budowy metra.
Nazwa pochodzi od Uniwersytetu im. Tarasa Szewczenki, który znajduje się bezpośrednio przy stacji.